# Ханс Гебхард фон Рехберг
Ханс Гебхард фон Рехберг (на немски: Hans Gebhard Freiherr von Rechberg; † 26/31 август 1619) е благородник от швабски род Рехберг, е господар в Илерайхен (до Алтенщат на Илер в Бавария), от 1601 г. имперски фрайхер.

## Произход
Той е най-големият син, от десетте деца, на Йохан (Ханс) III фон Рехберг († 1574) и съпругата му Маргарета Анна фон Рехберг († 1572), дъщеря на Еркингер фон Рехберг († 1525/1527) и Доротея фон Хюрнхайм († 1529). Внук е на рицар Албрехт фон Рехберг († 1510), господар на Илерайхен, и правнук на Гауденц фон Рехберг († 1460). Брат е на Хауг Еркингер фон Рехберг-Рехбергхаузен († 1596) и Каспар Бернхард I фон Рехберг-Донцдорф († 1605).
През 1568 г. баща му построява новия дворец в Донцдорф и се нанася в него. Дворецът Донцдорф е от 1568 до 1991 г. собственост на фамилията. Ханс Гебхард и най-малкият му брат Каспар Бернхард са издигнати на 11 март 1601 г. в Прага на имперски фрайхер фон Рехберг.

## Фамилия
Ханс Гебхард фон Рехберг сключва договор за женитба в Ехинген на Дунав на 12 юни 1577 г. за Магдалена фон Рехберг († сл. 1577), дъщеря на Кристоф фон Рехберг († 1584) и Анна фом Щайн цу Жетинген († сл. 1596). Тя е внучка на Гауденц II фон Рехберг († 1540) и Магдалена фом Щайн цу Жетинген († сл. 1556), и правнучка на Георг I фон Рехберг († 1506) и Барбара фон Ландау († 1499). Бракът е бездетен.